# Ebbie Tam
Ebbie Tam (chinesisch 譚芍君 / 谭芍君, Pinyin Tán Sháojūn, Jyutping Taam4 Zoek3gwan1; * 31. Oktober 1997 in Hongkong) ist eine chinesisch-niederländische Kinderdarstellerin.
Tam lebte bis zu ihrem zweiten Lebensjahr in Hongkong und zog dann mit ihren Eltern in die Niederlande. Im Alter von sieben Jahren wurde sie unter 80 Bewerberinnen für die Hauptrolle der Winky Wang in dem niederländisch-belgischen Spielfilm Winky will ein Pferd (auch: Ein Pferd für Winky) ausgewählt. Der Film kam 2005 in die Kinos und erhielt zahlreiche, auch internationale Auszeichnungen. Der Film fand 2007 in Wo ist Winkys Pferd? eine Fortsetzung, in dem Tam wiederum die Hauptrolle übernahm.

## Filmografie
- 2005: Winky will ein Pferd
- 2006: Genji
- 2007: Wo ist Winkys Pferd?